# Головна будівля Гетеборзького університету
Головна будівля Гетеборзького університету — будівля у Гетеборзі, де розміщується Гетеборзький університет. Спроєктована Ернстом Торульфом і Еріком Харом. Побудована в 1904–1907 роках. Урочисте відкриття відбулося 18 вересня 1907 року.